# Bulbophyllum yoksunense
Bulbophyllum yoksunense är en orkidéart som beskrevs av Johannes Jacobus Smith. Bulbophyllum yoksunense ingår i släktet Bulbophyllum och familjen orkidéer. Inga underarter finns listade i Catalogue of Life.